# Маргаритко, моя квітко
«Маргаритко, моя квітко» — це книга відомої авторки Крістіне Нестлінгер, яка була перекладена з німецької на українську мову Ольгою Сидор. У 2016 році її презентували у Львові. Роман увійшов у шкільну програму із зарубіжної літератури 9-го класу.

## Зміст
Чого лише не відбувається в житті Маргарити-Марії Закмайєр, або ж просто Маргаритки! У чотирнадцять наша героїня — звичайна товста дівчинка, а її найбільша проблема — це пережити черговий урок фізкультури. Коли дівчині виповнюється п'ятнадцять, її життя стрімко змінюється, оскільки її батьки розходяться. Разом із мамою вона переїздить до іншого помешкання, а тато залишається з її молодшим братом Гансиком. Щоправда, коли їй виповнюється сімнадцять, родина знову возз'єднується. Та в Маргарити назріла нова проблема: дівчина подобається відразу двом хлопцям, а от кого любить вона сама — красунчика Флоріана чи розважливого, спокійного Гінца.

## Українське видання
Крістіне Нестлінгер. Маргаритко, моя квітко: роман / пер. з німецької О. Сидор — Львів: Урбіно, 2012. — 416 с.

## Рецензії
Ірина Комаренець. Історія кохання й успіху Маргарити Закмаєр [Архівовано 5 квітня 2019 у Wayback Machine.] / Букмоль
Мар'яна Бекало. Маргаритко, моя квітко / Гава: Книжковий барліг